# EW51
EW51 (przedwojenne oznaczenie E91) – trójwagonowy elektryczny zespół trakcyjny przystosowany do wysokich peronów, produkowany przez zakłady Lilpop, Rau i Loewenstein w Warszawie (część mechaniczna wagonów silnikowych) i H. Cegielski Spółka Akcyjna w Poznaniu oraz L. Zieleniewski w Sanoku (część mechaniczna wagonów rozrządczych i doczepnych) w latach 1936–1939. Aparaturę elektryczną dostarczyła wytwórnia English Electric Co Ltd. Pojazdy przeznaczone były do ruchu podmiejskiego w aglomeracji warszawskiej. Przed wojną zespoły były podzielone na przedziały klasy 2. i 3. Ogółem wyprodukowano 76 egzemplarzy. Obecnie jedyny zachowany egzemplarz pojazdu, EW51-36, stanowi własność Stacji Muzeum w Warszawie. W styczniu 2019 zakończyły się prace konserwatorsko-restauratorskie składu w Zakładach Naprawczych Taboru Kolejowego w Mińsku Mazowieckim, a od 6 marca 2021 EZT znajduje się na ekspozycji Stacji Muzeum.

## Budowa
Potrzeba skonstruowania elektrycznych zespołów trakcyjnych wynikła z planowanej od chwili uzyskania przez Polskę niepodległości elektryfikacji warszawskiego węzła kolei podmiejskich, związanej także z budową kolei średnicowej w Warszawie. 2 sierpnia 1933 została zawarta umowa z brytyjskimi firmami na dostawy kompletów wyposażenia elektrycznego. Prace związane z opracowaniem konstrukcji elektrycznych zespołów trakcyjnych podjęto w 1934 roku w Kierownictwie Elektryfikacji Węzła Kolejowego Warszawskiego, we współpracy z Departamentem VI mechanicznym Ministerstwa Komunikacji i przyszłymi wytwórniami taboru. Głównym projektantem części mechanicznej był inż. T. Owczarek z Departamentu VI. W 1935 roku zbudowano wagon prototypowy w zakładach Lilpop, Rau i Loewenstein, które zajmowały się następnie produkcją seryjną części mechanicznej wagonów silnikowych. Część mechaniczna wagonów rozrządczych i doczepnych była produkowana przez H. Cegielski SA w Poznaniu oraz L. Zieleniewski, Fitzner & Gamper w Sanoku. Montaż wyposażenia elektrycznego dostarczanego z Anglii był prowadzony pod nadzorem specjalistów angielskich.
Pierwsze jednostki zostały oddane w lipcu 1936 roku. Publicznie zaprezentowano je podczas wystawy przemysłu metalowego i elektrotechnicznego rozpoczętej 23 sierpnia 1936 roku na Polu Mokotowskim w Warszawie. Pierwszy przejazd pociągu na trasie Pruszków – Warszawa – Otwock miał miejsce 15 grudnia 1936 roku. Pod koniec 1937 roku PKP posiadało 60 kompletnych zespołów. Zamówiono następnie dalsze 16 zespołów, zbudowanych do 1939 roku, przy tym 6 wagonów silnikowych zamierzano początkowo używać jako zaimprowizowane lokomotywy elektryczne (z numerami E301 do E306), do czasu elektryfikacji kolejnych odcinków.
Wagony silnikowe otrzymywały oznaczenia serii PKP: ECmx (E: elektryczny, C: drugiej klasy, m: motorowy z pantografem, x: czteroosiowy) i numery ewidencyjne od 91 001 do 076; wagony doczepne: EBCbdxx i sterownicze: EBCbdsxx, z numerami ewidencyjnymi od 92 001 do 076.

## Konstrukcja

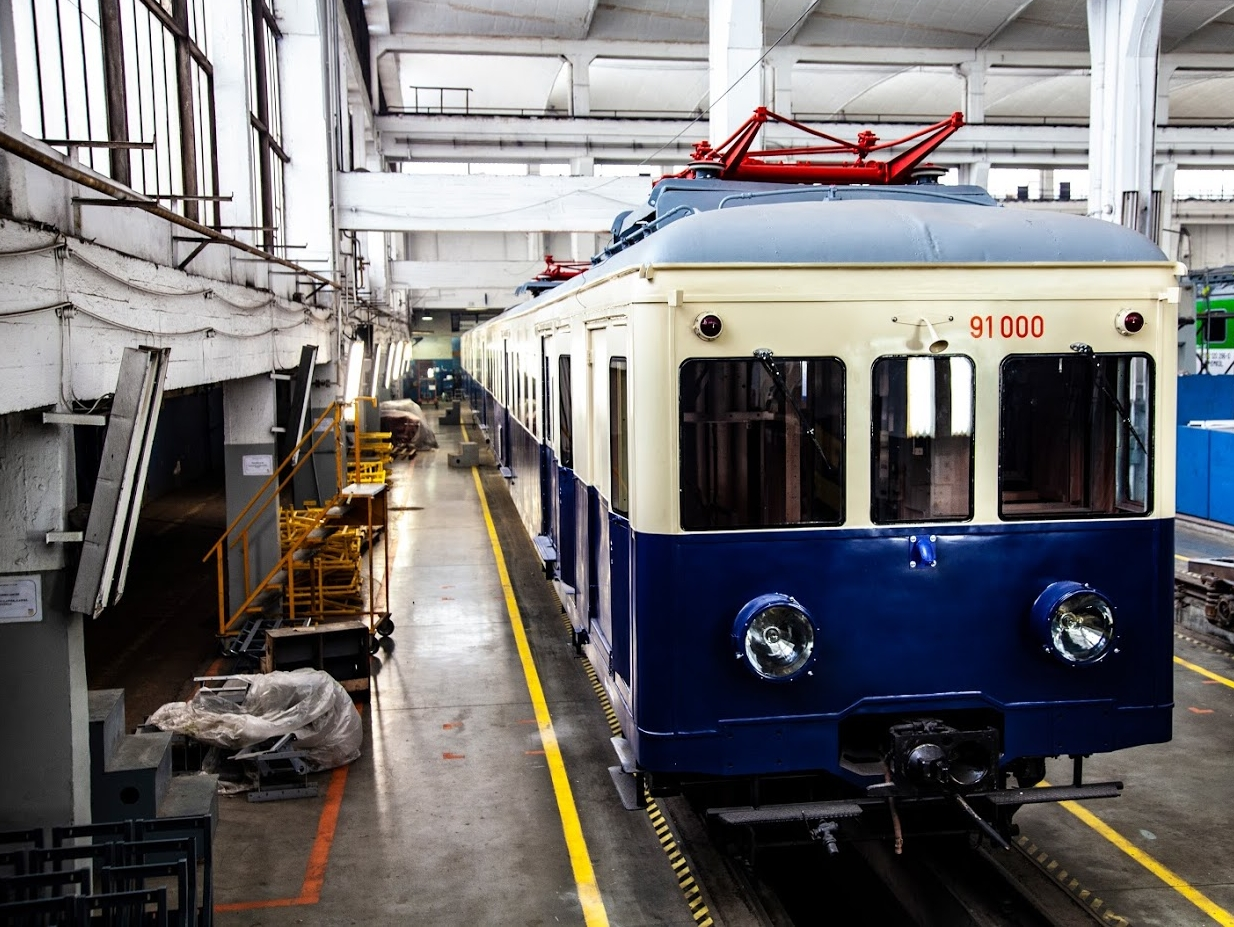
EW51-36 podczas renowacji w ZNTK Mińsk Mazowiecki

Elektryczny zespół trakcyjny oznaczony w latach trzydziestych jako E91 złożony był z trzech wagonów, w praktycznej eksploatacji sprzęgniętych ze sobą na stałe i rozłączanych jedynie w warunkach warsztatowych. Trzywagonowe zespoły posiadały sterowanie ukrotnione i można było je łączyć za pomocą automatycznych sprzęgów Scharfenberga w składy podwójne lub potrójne, czyli pociągi złożone z sześciu lub dziewięciu wagonów. Jednostka zbudowana była z trzech wagonów: wagonu silnikowego (napędowego) który posiadał na jednym końcu kabinę maszynisty, urządzenia sterowania oraz przedział z aparaturą elektryczną, wagonu środkowego (doczepnego) oraz wagonu rozrządczego, który także był wyposażony w kabinę sterowniczą – patrz układ wagonów. Zastosowanie dwóch kabin maszynisty w obu końcach zespołu umożliwiało jednakowy rozruch i prowadzenie jednostki elektrycznej w obydwu kierunkach jazdy bez konieczności przetaczania.
Wagon silnikowy posiadał zamontowaną w specjalnym przedziale aparaturę elektryczną WN (wysokiego napięcia – 3 kV) oraz NN (niskiego napięcia – 110 V). Przedział elektryczny zlokalizowany był w przedniej części wagonu silnikowego i przylegał do kabiny maszynisty. Niskie napięcie 110 V prądu stałego, uzyskiwane z przetwornicy, zastosowano do zasilania obwodów pomocniczych i obwodów rozrządu oraz ładowania akumulatorów. Wagony doczepny i rozrządczy (sterowniczy) posiadały tzw. wspólny wózek systemu Jakobsa, co miało na celu zmniejszenie masy całkowitej zespołów E91. Prąd pobierany był z sieci trakcyjnej przez jeden z dwóch odbieraków pantografowych zainstalowanych na dachu wagonu silnikowego, zwykle przez drugi odbierak w stosunku do kierunku jazdy. Przy trudniejszych warunkach rozruchu (np. oblodzonej sieci) EZT pobierał prąd poprzez dwa odbieraki pantografowe jednocześnie. Wszystkie wózki tego zespołu miały dwie osie oraz podwójne usprężynowanie i zestawy kołowe prowadzone widłowo w łożyskach tocznych. Zespół posiadał pięć dwuosiowych wózków – dwie sztuki wózków napędowych w wagonie silnikowym oraz trzy wózki toczne, gdyż jeden z wózków tocznych był wspólny dla dwóch wagonów. Wózki napędowe wyposażone były w dwa silniki trakcyjne zawieszone na osiach zestawów kołowych w sposób półusprężynowany (tzw. zawieszenie tramwajowe – klasyczne, niekiedy zwane zawieszeniem „za nos”). Każdy silnik napędzał jedną oś wózka za pomocą jednostronnej, jednostopniowej zębatej przekładni czołowej.
Pudła wagonów zespołów serii E91 miały stalową konstrukcję, po części nitowaną, a po części spawaną. Wnętrze wagonów wyłożono płytami fornirowanymi w różnych deseniach i odcieniach. W poszyciach sufitu, ścian bocznych i podłogi zastosowano dobrą izolację termiczną i akustyczną, która spełniała swoje zadanie nawet jak na obecne standardy. Według relacji osób pamiętających E91 (EW51), przedwojenny zespół trakcyjny był wewnątrz lepiej wyciszony od kursujących do dzisiaj jednostek serii EN57, co w szczególności dotyczyło wagonów silnikowych (chodzi oczywiście o tzw. „wycie” przekładni zębatych w wagonach silnikowych). Automatyczne drzwi uruchamiane pneumatycznie i sterowane centralnie obsługiwane były przez kierownika pociągu. Jednostka przystosowana była do współpracy wyłącznie z wysokimi peronami, więc przy drzwiach nie było stopni. Siedzenia dla podróżnych wykonane były z wąskich drewnianych beleczek o wygodnym wyprofilowaniu, lecz bez zagłówków.
EZT E91 posiadał elektryczne ogrzewanie zasilane napięciem sieciowym 3000 V prądu stałego. Pomocniczego napięcia 110 V, stosowanego w obwodach pomocniczych i rozrządowych, dostarczała przetwornica wirująca 3000 V-/110 V- serii MG81c, która współpracowała z baterią akumulatorów w tzw. układzie buforowym. Wagon silnikowy posiadał także przedział bagażowy i przedział przeznaczony do przewozu przesyłek pocztowych. Budowę pierwszych EZT E91 rozpoczęto w 1935 roku, zaś w lipcu roku 1936 dostarczono je na teren Głównych Warsztatów Elektrotrakcyjnych w Warszawie przy ulicy Armatniej i od razu poddano testom i próbom. Na specjalnie przygotowanym, wydzielonym i zelektryfikowanym torowisku nieopodal Głównych Warsztatów Elektrotrakcyjnych zespoły były uruchamiane i badane. Tutaj także odbywały się szkolenia polskich maszynistów mających prowadzić EZT, aczkolwiek maszyniści szkoleni byli także za granicą.

## Eksploatacja

### II wojna światowa
W czasie II wojny światowej z powodu zniszczeń wojennych liczba lokomotyw elektrycznych, używanych głównie do przeciągania pociągów tunelem średnicowym w Warszawie, była niewystarczająca. W związku z tym wytypowano 10 elektrycznych zespołów trakcyjnych E91, z których wyłączono wagony silnikowe, następnie naprawiono je i przebudowano, połączono w pary i obciążono balastem z płyt betonowych. W części okien usunięto szyby wstawiając blachę lub dyktę. Zlikwidowano sprzęg centralny Scharfenberga, wyposażając je w sprzęg śrubowy, przewody pneumatyczne i zderzaki. Tak powstało 5 zastępczych lokomotyw elektrycznych nowego typu. Posiadały oznaczenia Ostbahn (od Ostbahn 01 do Ostbahn 05). Są również informacje mówiące o oznakowaniu serią E300 (od E301 do E305) lub M430 (od M431 do M438). Dalszy los tych lokomotyw nie jest znany. Wiadomo tylko, że lokomotywa z oznaczeniem Ostbahn 03 została zezłomowana w MD Olszynka Grochowska po 1957 roku.

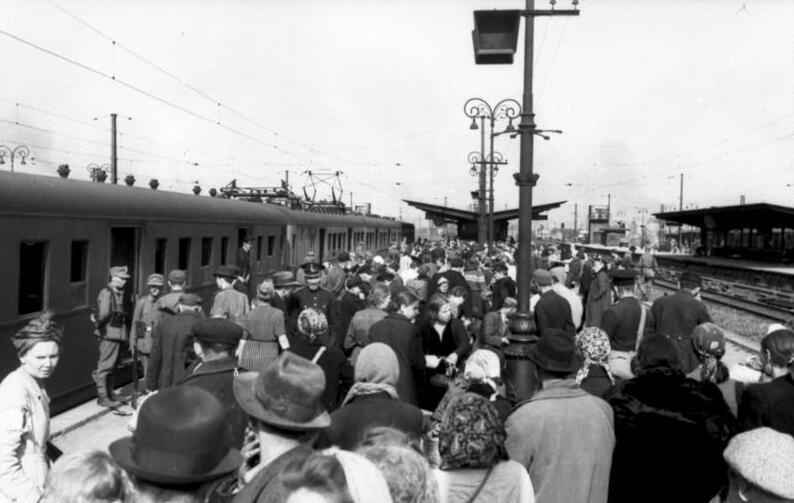
E91 w 1944 (podczas wysiedlenia do obozu w Pruszkowie)

### Powojenna
Po wojnie część jednostek wyremontowano w kraju i nadano im oznaczenie E51. W 1959 zmieniono oznaczenia taboru PKP i zespoły otrzymały oznaczenie EW51. Dziesięć jednostek odbudowano w latach 1953–1954 w NRD w zakładach Waggonbau Görlitz i w tych zespołach wprowadzono istotne modyfikacje. Przede wszystkim zastosowano oddzielne wózki toczne dla każdego wagonu doczepnego i rozrządczego zamiast wspólnego wózka Jakobsa dla tychże dwóch wagonów.
Jak opisano wyżej, w przedwojennych jednostkach E91 (EW51) wagony doczepny (środkowy) i rozrządczy (sterowniczy) posiadały jeden wózek wspólny dla tych dwóch wagonów. Po wojnie brakowało odpowiedniej liczby zachowanych wózków systemu Jakobsa, więc każdy wagon doczepny i rozrządczy odbudowany w NRD otrzymał własne dwuosiowe wózki toczne. Wpłynęło to na zwiększenie masy odbudowanych EZT w stosunku do jednostek przedwojennych oraz, co oczywiste, na wyczuwalne osłabienie przyspieszenia rozruchu. Odbudowanym w NRD jednostkom nadano oznaczenie E52 (później EW52). W latach czterdziestych i pięćdziesiątych udało się wyremontować i oddać do eksploatacji ogółem 36 sztuk zespołów obu serii. EW51 i EW52 wycofano z eksploatacji w latach 1970–1979.
Ostatni egzemplarz, EW51-36, przekazano Muzeum Kolejnictwa w Warszawie (obecnie Stacja Muzeum). W latach 90. XX wieku został on przetransportowany na bocznicę stacji Warszawa Grochów, gdzie stał się wrakiem. W 2014 roku skład został przekazany w depozyt Muzeum Komunikacji na warszawskiej Pradze i przewieziony na bocznicę stacji Warszawa Praga. Trzy lata później skład przetransportowano na zlecenie Stacji Muzeum do Mińska Mazowieckiego, gdzie w okresie od września 2018 do grudnia 2018 przeprowadzono prace konserwatorsko-renowacyjne w ZNTK Mińsk Mazowiecki. W nocy z 5 na 6 marca 2021 roku, we współpracy z Kolejami Mazowieckimi i Trakcją PRKil, jednostka powróciła do Warszawy i została umieszczona w skansenie Stacji Muzeum.